# Marcello Colasurdo
(Marcello Colasurdo)
Marcello Colasurdo (Campobasso, 16 aprile 1955 – Napoli, 5 luglio 2023) è stato un cantautore e attore italiano.

## Biografia
Nasce a Campobasso il 16 aprile 1955. Date le difficili condizioni economiche della famiglia, trascorre la sua infanzia in diversi collegi, prima a Napoli e poi nelle Marche. A dieci anni, si trasferisce a Pomigliano d’Arco, ritornando a vivere con sua madre e il padre adottivo (non conoscerà mai quello biologico). Vive in un “basso” in fondo a un cortile della vecchia Pomigliano, un’unica stanza in cui si cucina, si mangia, si dorme; i servizi igienici sono fuori, in comune con gli altri bassi. In collegio, Marcello consegue la quinta elementare; si arrangia, quindi, facendo i lavori più disparati: garzone di barbiere, del bar, raccoglitore di patate e altri prodotti in campagna, cantante ai matrimoni. Sono questi gli anni della formazione musicale, da autodidatta, a contatto con il ricco tessuto culturale contadino che resiste alla trasformazione di Pomigliano nel più grande polo industriale del sud Italia.
Nel 1975, insieme a un gruppo di operai, artigiani e studenti (Angelo De Falco, Pasquale Terracciano, Matteo D’Onofrio, Marzia Del Giudice, Pascquale De Cicco…), fonda il Gruppo Operaio ‘E Zezi. L’intento è quello di comporre una visione della musica popolare diversa da quella della classe borghese e ricercare, attraverso le arti, un riscatto sociale rispetto alla promessa di rilancio socio-economico del Mezzogiorno della forzata industrializzazione, rappresentata dalla “Fabbrica” (l’Alfasud). È con E' Zezi che svolge l’importante lavoro di recupero della tradizione musicale contadina e artigiana, in una chiave di forte consapevolezza politica e sociale.
Consegue la licenza media e, nel 1980, a venticinque anni, entra in fabbrica, all’Alenia, come operaio addetto alle pulizie. Resta in fabbrica fino alla metà degli anni Novanta, pur continuando a lavorare e a tenere concerti con E' Zezi. Il 1996 vede il distacco dal Gruppo Operaio e la nascita del suo gruppo, "Marcello Colasurdo e Paranza”, con il quale produce il disco "E manco ‘o sole ce ‘a sponta" (1997).
Nel 1998, incide “Lost Souls (Aneme Perze)” per l’etichetta inglese Real World Records di Peter Gabriel, con il gruppo Spaccanapoli, con il quale tiene concerti soprattutto all’estero (America, Giappone, Malesia, Turchia, Canada, Europa).
Vanta collaborazioni con tantissimi musicisti, dalla Nuova Compagnia di Canto Popolare ai 99 Posse, dagli Alunni del Sole a Enzo Avitabile, da Enzo Gragnaniello a Eugenio Bennato, da Mario Merola a Nino D’Angelo, da Massimo Ranieri a Peppe Barra.
Parallelamente all’attività musicale, coltiva la passione per il cinema e il teatro. L’incontro con Federico Fellini si trasforma in un ruolo nel film L’Intervista (1987). In un’intervista racconta: “Fellini si ritrovò tra le mani una mia fotografia, un primo piano. Io ero truccato da donna, da Zeza (Lucrezia, la moglie di Pulcinella, nella ricostruzione de “La Canzone di Zeza”, rappresentazione musico-teatralizzata caratteristica del Carnevale popolare pomiglianese, recuperato con Giovanni Sgammato), mi disse che lui amava trovare personaggi insoliti, li immaginava, li sognava. Finii anche in una sua mostra, nel suo catalogo dei sogni”.
A teatro, recita per la regia di Mario Martone in un riadattamento a cura di Pier Paolo Pasolini de L’Histoire du Soldat di Stravinskij. E ancora con Dario Fo, Laura Angiulli e Giorgio Pressburger.
La ricchezza di queste esperienze artistiche permette a Marcello di trovarsi completamente a suo agio in qualsiasi contesto, nazionale e internazionale: dai teatri tradizionali alle feste popolari, dai centri sociali ai set cinematografici, dalle piazze ai festival internazionali, da solo o al fianco di artisti e personaggi famosi.
È, tuttavia, alla musica popolare che Marcello Colasurdo, definito da tutti come “la voce del Vesuvio”, dedica studio, passione, lavoro, ricerca e conservazione. Essa è espressione diretta e principale della tradizione culturale contadina dell’entroterra partenopeo, legata al ciclo delle stagioni e del lavoro nei campi e al calendario delle feste religiose, in particolar modo a quelle dedicate ai culti delle Madonne, le eredi cristiane delle antiche divinità pagane femminili dell’abbondanza e dalla prosperità. Tra queste, Mamma Schiavona, la Madonna Nera di Montevergine, il cui culto è particolarmente sentito da Marcello. Ne diventa, quasi naturalmente, voce erede, ricevendo nel 2019 la Cittadinanza Onoraria del Comune di Ospedaletto d’Alpinolo, in provincia di Avellino, che ospita il Santuario dedicato alla Vergine Nera.
Marcello è stato tra i più esperti conoscitori delle forme della musica popolare: canto libero (voce a fronna ‘e limone), canzone propriamente detta, rituali, tammurriate, fiabe cantate, vari tipi di danze, vere e proprie azioni teatrali, grazie all’esperienza maturata dal contatto con le vecchie matrone e le vecchie cantatrici che, oralmente, tramandavano l’immenso patrimonio culturale contadino.
È deceduto il 5 luglio 2023 all'ospedale Cardarelli di Napoli a seguito di una grave forma diabetica che lo aveva portato negli ultimi anni anche alla cecità. I funerali si sono tenuti il giorno seguente a Pomigliano d'Arco nella chiesa di San Felice.

## Filmografia
- 'E Zezi, regia di Salvatore Piscicelli (1976)
- La Canzone di Zeza, regia di Salvatore Piscicelli (1977)
- Marcello, regia di Salvatore Piscicelli (1978)
- Immacolata e Concetta - L'altra gelosia, regia di Salvatore Piscicelli (1979)
- Intervista, regia di Federico Fellini (1987)
- Baby gang, regia di Salvatore Piscicelli (1992)
- Viento 'e terra, regia di Antonietta De Lillo (1996)
- I vesuviani, episodio "Maruzzella", regia di Antonietta De Lillo (1997)
- Tatuaggi, regia di Laura Angiulli (1997)
- Polvere di Napoli, episodio "Ciarli e Gerri", regia di Antonio Capuano (1998)
- Appassionate, regia di Tonino De Bernardi (1999)
- Quirino – cortometraggio – regia di M. Carillo (1999)
- 5+1 – cortometraggio – regia di Giacomini e Attanasio (2000)
- Il resto di niente, regia di Antonietta De Lillo (2002)
- La Repubblica di San Gennaro – regia di M. Costa (2002)
- 'O Guarracino, cortometraggio, regia di Michelangelo Fornaro (2004)
- Passione, regia di John Turturro (2010)
- RCL Ridotte Capacità Lavorative, regia di Massimiliano Carboni (2010)
- Crimini di pace O.P.G. un’istituzione da abolire, cortometraggio, regia di Roberto Bontà Polito (2012)
- La canzone di Marcello, regia di Salvatore Piscicelli (2015), documentario
- Mater Mediterranea, regia di Giuseppe Ferrare (2016), opera postuma incompiuta
- L’Africano, regia di Associazione Ambress’… am press (2018) - docufilm
- Amore Postatomico, regia di Vincenzo Caiazzo (2021)

## Discografia
- Canti devozionali, cd col flautista Alfonso Anzevino
- Tammurriata dell’Alfasud – ‘E Zezi Gruppo Operaio (1976)
- Auciello ro mio, Posa e sorde – ‘E Zezi Gruppo Operaio (1994)
- Zezi vivi – ‘E Zezi Gruppo Operaio (1996)
- E manco ‘o sole ce ‘a sponta – Marcello Colasurdo e Paranza (1997)
- Napule’s Power – I negri del Vesuvio (1998)
- Lost Souls, Aneme Perze – Peter Gabriel (1998)
- Musiche dal Mondo, Napoli – Artisti Vari (2000)
- Pista Connection – Stefano Miele (2000)
- Triccabballacche – ‘E Zezi Gruppo Operaio (2002)
- Folk bass spirit suite – PomiglianoJazz (2004)
- SciàScià – Dario Fo, Enzo Gragnaniello e Nacchere Rosse (2006)
- Glocalizm vol.1 Samples, traditionals & folk! – Artisti Vari (2007)
- Tammurriate e canti devozionali – Marcello Colasurdo e Paranza (2007) – Casa discografica Phonotype
- Festa di Piedigrotta – Eugenio Bennato (2007) – Brano: Matalena
- Te piace ‘o presepio? – Artisti Vari (2008)
- Dialogue Sound – Paki Palmieri (2008)
- Suburb – Artisti Vari in collaborazione con Roberto Saviano (2008)
- Ammore, Trivolo, Currivo e Devozione (vota la rota de la vita mia) – La Moresca (2009)
- Napoli World Style – PietrArsa e Mimmo Maglionico (2009)
- Catene – Gruppo Operaio già Zezi (2010)
- Kuba Sound System Proyecto – Giovannimparato, Nino D’Angelo, Marcello Colasurdo (2010)
- The best songs of Napoli – Artisti Vari (2010)
- Il canto di Napoli – Artisti Vari (2010)
- Lazzare Felici vol.2 – Monica Sarnelli (2014)
- Pullecenella Love – Luca Rossi (2014)
- Marcello Colasurdo: Studio XXXV Live 2015 – Marcello Colasurdo (EP) (2016)
- Napoli a colori – Monica Sarnelli (2019)
- Terra di nessuno – Rione Junno (2019)
- Sanacore – Raiz (2020)
- Napoli città canora – Artisti Vari (2022)

## Collaborazioni musicali (in ordine alfabetico)
- ‘a Paranza r’o Lione
- ‘a Sunagliera
- E' Zezi
- ‘O Zulù
- 99 Posse
- A67
- Alessandro Mazziotti
- Almamegretta (in Sanacore)
- Alunni del Sole
- Antonella Morea
- Ars Nova
- Baba Sissoko
- Bisca (in La Bomba Intelligente)
- Bottari di Portico
- Brunella Selo
- Carlo Faiello
- Ciccio Merolla
- Daniele Sepe (in Vite Perdute e Spiritus Mundi)
- Enrico Capuano
- Enzo Avitabile
- Enzo De Caro (in Poeta Massimo)
- Enzo Gragnaniello
- Eugenio Bennato (in Festa di Piedigrotta)
- Fausta Vetere
- Fausto Cigliano
- Fiorenza Calogero
- Franca Rame
- Gabriella Ferri
- Giovanni Mauriello
- Giovanni Sgammato
- Isa Danieli
- James Senese
- Jenny Sorrenti
- Lello Traisci
- Lina Sastri
- Luigi Lai (in World Music)
- Marco Zurzolo
- Mario Merola
- Massimo Ranieri
- Maurizio Capone
- Modena City Ramblers
- Nacchere Rosse
- Nino D’Angelo (in Terra Nera)
- Nuova Compagnia di Canto Popolare (in Pesce d'o Mare e La Voce del Grano)
- Nuove Nacchere Rosse
- Orchestra Napoletana di Jazz
- Orchestra Popolare Campana
- Patrizia Spinosi
- Peppe Barra
- Peter Gabriel (etichetta Real World)
- Pina Cipriani (in Pina Cipriani canta Eduardo)
- Renato Carosone
- Rockammorra
- Romeo Barbaro
- Rua Port'Alba
- Salvatore Priore
- Salvatore Tranchini
- Senegal Ritmo
- Serena Rossi
- Spaccanapoli
- Stefano Miele (in Pista Connection)
- Tenores de Bitti
- Vox Populi (in Siamo Tutti Nella Stessa Barca)

## Videografia
- Oggi non è – singolo di Bastian Contrario, regia di Giacomo Triglia (2015)

## Teatro
- 'O Miedeco d'e Pazzi – regia di Laura Angiulli (1992)
- Viaggiatori della memoria – regia L. De Berardinis – Comune di Bologna (1992)
- L’Histoire du soldat (Pier Paolo Pasolini) – regia di Mario Martone con Giorgio Barberio Corsetti e Gigi dall’Aglio (1995)
- Lo Sposalizio (Raffaele Viviani) – regia di Laura Angiulli
- Aeschylus' Choephoroe – regia di Giorgio Pressburger
- Sciò, sciò, femminelle, tombola e tammorre – regia di Afan
- Le Coefore – regia di Giorgio Pressburger – Istituto del Dramma Antico – Teatro Greco di Siracusa (1996)
- La luna in mezzo al mare – regia di Laura Angiulli (1996)
- Tatuaggi – di E. Fiore – regia di Laura Angiulli (1996)
- Laboratorio Teatrale – diretto da R. Carpentieri – Comune di Ercolano (1996)
- Vita di Galilei – di B. Brecht – regia di M. Del Grosso – Teatro Le Nuvole (1997)
- Don Giovanni in Commedia dell’Arte – regia di O. Forioso (1999)
- Stanza dei Misteri – per la Provincia Di Napoli (1999)
- Il baciamani – di M. Santanelli – regia di Lucchesi (1999)
- Eleonora legge Eleonora 1799-1999 – Recital di E. Puntillo (1999)
- S. Rocco - Folk Club di Torino (2001)
- Regine 416/Bis – di Maria Pia Daniele – Teatro Mediterraneo (2003)
- Storia di Pulcinella – di Franco Cutolo – Teatro Il Primo (2003)
- Valsa de Euridice – con Patrizia Del Vasco - Rai di Napoli (2006)
- A Global Dionysus in Napoli – Stoccolma e New York – regia Raffaele Florio (2004), nel 2006 al Teatro Nuovo e nel 2007 al Mama Club di New York.

## Televisione
- Domenica In (1986)
- Spiegel der lebens – RTI, televisione tedesca (1997)
- El Diego Furioso – cortometraggio per Rai 2 – regia di L. Fantini (1998)
- Song ‘e Napule – Rai 3 (2001)
- L'Italia che vai – Rai 1 (2003)
- Dionysus Today, the (un)real story of Marcello Colasurdo – Paolo Bavero, Giuliana Ciancio, Nicola Ciancio (2007)
- Stella - Sky Vivo (2007)
- Palcoscenico – Rai2 (2008)
- Propaganda Live – La7 (dal 2020, varie)
- Song a Cas – Telenostra (2021)
- Sereno Variabile – Rai
- Concertone del Primo Maggio – varie edizioni

## Libri (contributi, approfondimenti, citazioni)
- ‘O Ppane e mamella… Quaderni di cultura popolare – E' Zezi (1986)
- Quale Pomigliano? Vista dai ragazzi – Comune di Pomigliano (1990)
- Il Vesuvio nel motore – Giovanni Vacca (1999)
- Acerra, le vie della speranza – Comune di Acerra (2014)
- L’Histoire du soldat di Pier Paolo Pasolini – Roberto Calabretto (2018)
- Tammurriata. Riti e miti di una Sirena Millenaria – Cosimo Alberti (2018)
- Pomigliano d’Arco, da paese agricolo e artigianale a città dell’industria e del terziario – Vera Dugo Iasevoli (2020)
- 1956-2019 Sessantatré anni di tradizioni e Carnevale popolare pomiglianese – Giovanni Sgammato (2021)
- A chi suona la luna – Luca Rossi (2021)

## Premi e riconoscimenti
- Premio Recanati, Musica d’Autore, con NCCP e 99 Posse (1998)
- Premio World Music – Mei (2005)
- Premio Montalcino (2012)
- Premio Musica contro le mafie, brano “La Differenza” scritto con Joe Petrosino e Rockammorra, in gara (2013)
- Premio Napoli Cultural Classic, (nomination) Miglior Musica per Crimini di Pace O.P.G. (2013)
- Premio Ambasciatore del Sorriso (2017)
- Cittadinanza Onoraria, Comune di Ospedaletto d’Alpinolo, AV (2019)
- Premio San Gennaro Day (2020)
- Premio Spazio Musica (2021)